# Вайцюкявичюс, Далюс
Далюс Вайцюкявичюс (лит. Dalius Vaiciukevičius, родился 1 июня 1981 в Электренае) — литовский хоккеист, нападающий. В настоящее время является игроком электренайской «Энергии». Был постоянным членом сборной Литвы.